# Moorhead (Minnesota)

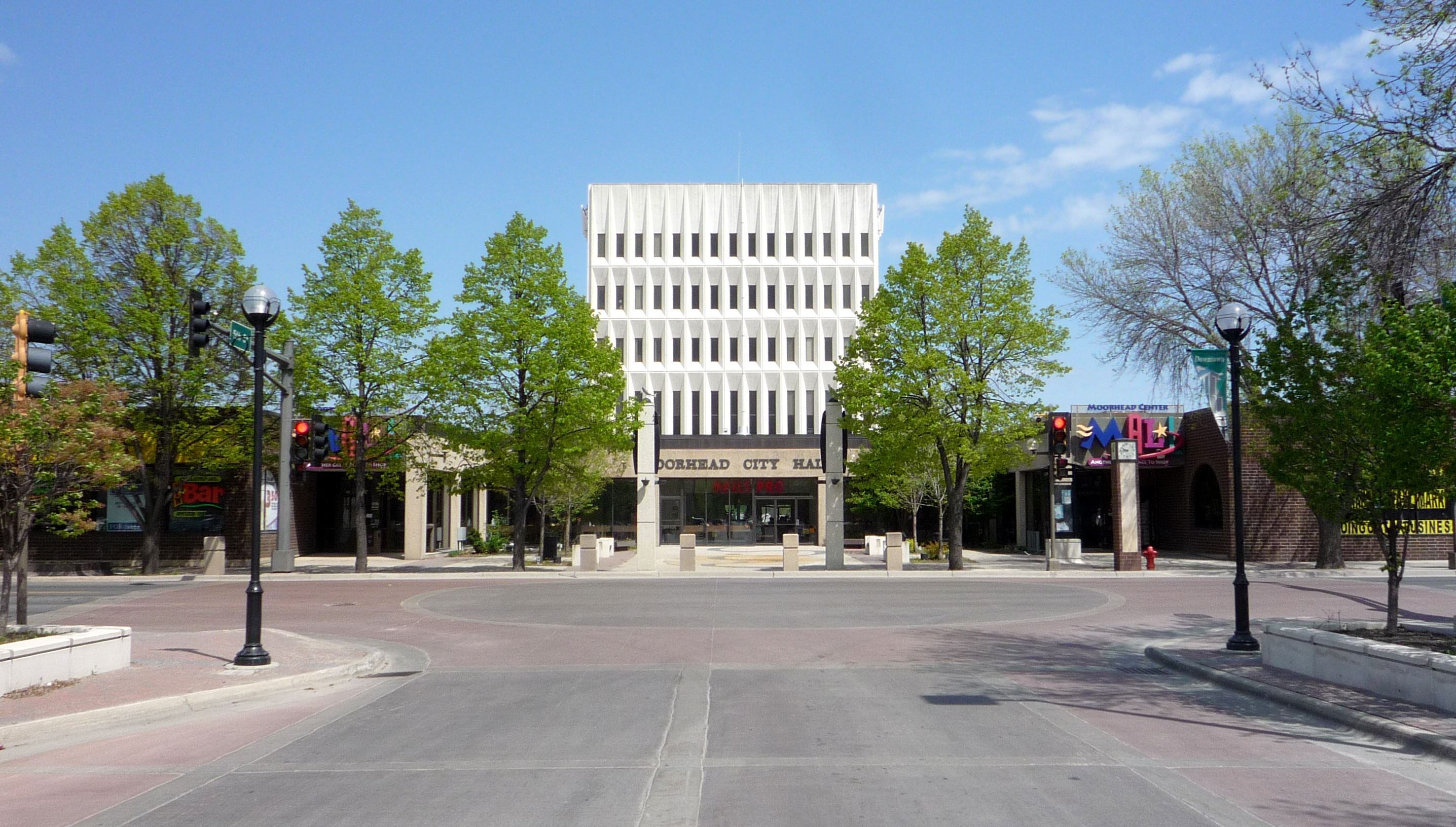
Ratusz

Moorhead – miasto w Stanach Zjednoczonych, siedziba hrabstwa Clay, w stanie Minnesota. Miasto liczyło w 2000 roku 32 177 mieszkańców i jest największe w północno-zachodniej części stanu. Na zachodzie styka się z miastem Fargo wchodzącym już w skład innego stanu (Dakota Północna), ale wraz z nim i jeszcze dwoma innymi miastami (West Fargo w Płn. Dakocie i Dilworth w Minnesocie) zaliczane jest do głównych ośrodków (ang. core cities) obszaru metropolitalnego Fargo-Moorhead, liczącego łącznie ok. 200 tysięcy mieszkańców.
Jest miastem partnerskim dla litewskich Druskienik.